# Brevitrichia griffini
Brevitrichia griffini är en tvåvingeart som beskrevs av Kelsey 1969. Brevitrichia griffini ingår i släktet Brevitrichia och familjen fönsterflugor.
Artens utbredningsområde är Kalifornien. Inga underarter finns listade i Catalogue of Life.